# فیلیپ پراکتر
فیلیپ پراکتر (انگلیسی: Philip Proctor؛ زادهٔ ۲۸ ژوئیهٔ ۱۹۴۰) یک هنرپیشه، و صدا پیشه اهل ایالات متحده آمریکا است. وی از سال ۱۹۶۲ میلادی تاکنون مشغول فعالیت بوده‌است.
از فیلم‌هایی که وی در آن نقش داشته‌است، می‌توان به یک جای امن، دکتر دولیتل، دکتر دولیتل ۲ و ماجراهای راکی و بولوینکل اشاره کرد.